# Khadga Prasad Sharma Oli
Khadga Prasad Sharma Oli (Terhathum, 22 febbraio 1952) è un politico nepalese, presidente del Partito Comunista Nepalese dal 17 maggio 2018 ed attuale Primo ministro del paese dal 15 luglio 2024.
Precedentemente, ha ricoperto tale carica altre due volte, dal 15 febbraio 2018 al 13 luglio 2021 e dal 12 ottobre 2015 al 4 agosto 2016.